# 流通戦略
流通戦略（りゅうつうせんりゃく）とは経営学用語の一つ。企業が業績を向上させることを目的として、流通チャネルをコントロールしていくなどといった形での経営改革を行うということ。現代社会においてはインターネットが発達しており企業はこれを活用した流通戦略を実施している。これはインターネットの通信販売という形式であり、これの利用ならば商品が急に必要になった場合にでも、インターネットの通信販売サイトで注文を行うということで、急に必要になった商品を翌日に自宅に届けられるという形で入手することが可能になったということである。また希少価値のあるような商品でも通信販売サイト内を検索するということで即時に見つけ出し入手することが可能になったということであり、従来のように希少価値のある商品を探し回るということを行わなくてもよくなったということである。